# 十九の春
「十九の春」（じゅうくのはる）は、沖縄音楽の楽曲である。1972年に沖縄県で俗謡として発表された楽曲のため、民謡と考えられる場合もあるが、20世紀に作られ作者も明確な流行歌もしくは新民謡であり、いわゆる古典民謡や琉球民謡ではない。

## 概要
妻を持つ男に惚れた女（遊女か）の片思いを歌った歌詞で広く知られている。
歌詞は本州の七五調のもので、琉歌の八八八六調とは異なる。七五調の歌詞であることや、「与論ラッパ節」という類似の歌があることから、昭和初期に添田唖蝉坊が歌って流行した「ラッパ節」（作詞：添田唖蝉坊、作曲者不詳）の流れを汲む歌と考えられている。しかし、「ラッパ節」にあった「トコトット」や「全くだ」などの合の手（囃子）は消失している。
旋律や曲調は、軽快で軍歌のひとつにも挙げられる「ラッパ節」とは大きく異なり、直接的には鹿児島県与論島で作られた「与論小唄」（「よろん小唄」とも表記）が元歌といえる。これが隣の沖縄本島では「尾類小（じゅりぐゎー）小唄」（「尾類（じゅり）」は娼婦を指す方言語彙で、接尾語の「ぐゎー」が加わっている）となって第二次世界大戦前に那覇の遊廓で流行した。「吉原小唄」と呼ぶ場合もある。与那国島出身の本竹祐助がこれらの俗謡を採録した上で補作詞し、1972年に「十九の春」としてレコード化した。
多くの歌手などがレパートリーとしているが、なかでも、沖縄県を訪れた田端義夫がこの歌を気に入り、1975年にレコード化して歌ったことにより全国的にヒットし、流行歌として広く知られるようになった。
カラオケではデュエットソングのジャンルに入っているものもある。1972年に本竹祐助と津波洋子が、男女の対話になっている歌詞で交互で歌い、沖縄県でヒットさせたことによる。このレコードには与那国民謡の歌手である洋子の父津波恒徳が三線で、兄津波恒英がギター伴奏で参加している。

## 歴史
「与論小唄」は昭和時代に「与論ラッパ節」が曲調を変えて作られたと考えられている。この「与論ラッパ節」は、明治末から本州、九州でも流行した「ラッパ節」の替え歌として与論島にまつわる歌詞を付けたものである。「ラッパ節」は昭和初期に添田唖蝉坊が時代風刺的な歌詞で歌って流行したが、各地で替え歌が作られた。昭和初期に九州の福岡県などでは炭鉱労働者、特に地上で選炭作業に携わった女性にも作業歌として歌われた。沖縄、与論からの出稼ぎ者が多くいたため、与論にも伝わって違う歌詞で歌われたと考えられる。また、八重山民謡の大工哲弘もレパートリーとしていた。「与論ラッパ節」は沖縄県読谷村出身の津波恒徳も終戦後に歌っている。
「与論小唄」の旋律は与論島の民謡にみられる琉球音階ではなく、演歌と同じ呂旋法（ヨナ抜き音階）でできており、徳之島以北の奄美民謡や伝統的な八重山民謡と共通する。「与論小唄」は昭和の初期以降に与論島で完成し、地元で器楽、声楽、舞踊曲などにも改作されて親しまれてきた。
「与論小唄」は第二次世界大戦前に沖縄本島に伝わり、那覇の遊廓で「尾類小（じゅりぐゎー）小唄」として流行した。
奄美群島の加計呂麻島出身の鍼灸師朝崎辰恕が、1943年に米軍の魚雷で沈没した嘉義丸の犠牲者を偲んで作ったとされる歌に「嘉義丸の歌」があるが、旋律は与論小唄とそっくりである。（娘の朝崎郁恵が2005年のアルバム『おぼくり』で発表。）
1972年に、本竹祐助が各地で俗謡を採録した上で、「尾類小小唄」の歌詞を修正して「十九の春」として発表し、沖縄県で標準語で歌われた初のシングルレコードとしてヒットした。
1975年に田端義夫がカヴァーして「島育ち／十九の春」を発表し、全国的なヒットとなった。
21世紀になってもシングルCDのカップリング曲として神野美伽、若月あやらがカバーしているほか、アルバムに収録している歌手も複数おり、根強い人気を持つ楽曲といえる。

## ディスコグラフィ
- 本竹祐助、津波洋子「十九の春／銃後の妻」（1972年発売、マルフクレコード、FF-53。俗謡、補作詞：本竹祐助。）
- 田端義夫「島育ち／十九の春」（1975年6月10日発売、テイチクエンタテインメント、SN-1461、作詞：本竹祐助）
- 松坂慶子「十九の春」（1991年3月1日、シングルCD、ソニー・ミュージックレコーズ。一部英語詞。）
- 高田渡＆金城恵子「よろん小唄（十九の春）／ラッパ節」(1998年4月5日、B/C RECORD。シングルCD）
- 朝崎郁恵「十九の春」（2004年5月26日発売、CDアルバム『沖縄ソングス〜わしたうた(私達の唄)〜』ユニバーサル TOCT-25375所収。）
- 砂川恵理歌「ひかり／十九の春」（2008年7月30日発売、マキシシングルCD。よしもとミュージック）
- 神野美伽「海猫／十九の春」（2013年9月4日発売マキシシングルCD。キングレコード）
- 若月あや「倶利伽羅峠／秋桜の花／十九の春」（2016年10月26日発売マキシシングルCD。Webkoo）
- THE BOOM「OKINAWA〜ワタシノシマ」（2002年6月19日発売EMIミュージック・ジャパン）